# Rifat Blaku
Rifat Blaku, född den 18 januari 1944 i Podujeva i Kosovo i Jugoslavien, död 20 mars 2020 i Kosovo, var en albansk vetenskapsman, geograf och politiker.
Rifat Blaku avlade första examen vid Pristinas universitet år 1973, masterexamen vid Zagrebs universitet år 1981 och också doktorsexamen år 1994 med en avhandling om regional utveckling och ekonomisk emigration. I dag är han lektor för fakulteten för ekonomi vid Pristinas universitet och direktör för ett institut om migrationsforskning.
Blaku tjänstgjorde som migrationsminister i Kosovos provisoriska regering 1999. Han var även vice-partiledare för ett kosovariskt parti. Han blev även ställföreträdande minister för offentlig administration.